# Adrián Monzenský
Svatý Adrián Monzenský (světským jménem: Amos; † 5. května 1619) byl ruský pravoslavný monacha a zakladatel monastýru.

## Život
Narodil se v Kostromě v kolem poloviny 16. století.
Po dosažení plnoletosti se měl na přání rodičů oženit, ale krátce před svatbou onemocněl. Během své nemoci viděl ve snu chrám stojící mezi dvěma řekami a slyšel hlas který řekl:" Toto je tvoje místo." Po této vizi se rozhodl stát mnichem a najít tento chrám.
Amos tajné opustil domov a usadil se v Tolgském monastýru. Rodiče ho však našli a přivedli zpět domů. Opět opustil domov a odešel do Gennadievského monastýru, kde byl postřižen na monacha se jménem Adrián. Později žil v Spaso-Kamenném monastýru a Pavlo-Obnorském monastýru. Následně se na pokyn Feraponta Monzenského usadil v oblasti, kde se řeka Monza vlévá do Kostromy. Na tomto místě založil monastýr Zvěstování přesvaté Bohorodice. Během jeho života zde byly postaveny dva chrámy.
Zemřel 5. května 1619. Pohřben byl v chrámu Zvěstování při monastýru vedle Feraponta Monzenského. Monastýr byl zrušen roku 1764 ale chrám se dochoval.

## Kanonizace
Pravděpodobně ve 30. či 40. letech 17. století došlo k jeho prohlášení za místního svatého. První životopis byl sepsán asi kolem roku 1645.
Roku 1981 byl zařazen do Sboru Kostromských svatých.
Jeho církevní svátek se připomíná 18. května.